# Batalha de Zeila
A Batalha de Zeila foi um encontro armado ocorrido na cidade de Zeila, na atual Somalilândia, entre as forças do Sultanato de Adal e as dos Império Português, sob o comando do governador da Índia Lopo Soares de Albergaria. Após um breve combate, os portugueses capturaram e arrasaram a cidade.

## A batalha
Em 1517, o governador da Índia Lopo Soares de Albergaria partiu para o Mar Vermelho com uma grande armada a fim de atacar o Império Otomano. Não tendo conseguido capturar Gidá, com falta de água e mantimentos, deu meia-volta para Goa, tendo feito escala na Ilha de Camarão antes de velejar para Zeila. 
O Sultanato de Adal encontrava-se a esta altura envolvido com a maior parte das suas tropas numa guerra com o vizinho Império Etíope,  aliado português, e o emir de Zeila Mahfuz havia morrido recentemente em combate. Avisados de que a frota portuguesa estava a chegar, os habitantes evacuaram todas as mulheres e crianças, ficando para trás um corpo de guerreiros a defender a cidade e os navios. Reuniram-se nas praias para resistir ao desembarque português. Vendo isto, Albergaria decidiu capturar a cidade e desembarcou um contingente de homens.
Os portugueses escreveram que “A cidade é de boas dimensões e plana, à beira-mar. É feita de casas de pedra e cal com telhados em terraço como as de Adem. São negros, tanto homens como crianças, e alguns brancos, e tratam-se bem".
Assediados a tiros de canhão e insultados, os portugueses, comandados por Gaspar da Silva, Aires da Silva e António Ferreira Fogaça avançaram para atacar a cidade ainda antes do governador desembarcar e, quando se perceberam de que havia poucos defensores, ocuparam-na após um breve luta. Um prisioneiro português cativo em Zeila durante nove anos foi resgatado. A cidade foi então incendiada e destruída.